# Equipe letã na Copa Davis
A equipe letã na Copa Davis representa a Letônia na Copa Davis, principal competição de tênis masculina por equipes do mundo. É administrada pela Latvian Tennis Union.